# وفی احمد
وفی احمد(نام کامل وی: أبوأحمد الإمام عبدالله الراضی بن محمد محمد بن إسماعیل بن جعفر الصادق)هشتمین امام مذهب شیعه اسماعیلی در شاخه نزاریه و نهمین امام در مذهب مستعلیه است. نزاریان و مستعلیان خلفای فاطمی را از نسل او می‌دانند. او در نزد اسماعیلیان با لقب مستور شناخته می‌شود. او در سال ۱۷۹ هجری زاده و در سال ۲۱۲ هجری درگذشت. پسرش تقی محمد جانشین او بود.

## کتابشناسی/ یادکردها
- ویلیام بوردهی (۱۳۶۴)، تحقیقی در آیین اسماعیلیه، ترجمهٔ زهرا سعیدی، مشهد: تابناک
- محمد بن زین العابدین (۱۳۶۲)، تاریخ جماعت اسمعیلیه:هدایت المومنین الطالبین، ترجمهٔ هما خاقان زاده، به کوشش الکساندر سیمونوف.، تهران: اساطیر